# بحر البوران

خريطة بحر البوران

بحر البحران ويُنطق بحر البوران (بالإنجليزية: Alboran Sea)‏، (بالإسبانية: Mar de Alborán)‏، هو بحر كان يسمى قديما بحر غرناطة، هو الجزء الأقصى غرباً من البحر المتوسط، ويقع بين إسبانيا في الشمال والمغرب في الجنوب. مضيق جبل طارق، الذي يقع على الطرف الغربي بحر البوران، يربط البحر المتوسط بالمحيط الأطلسي.
ومتوسط عمقه هو 1,461 قدم (445 م) وأقصى عمق فيه هو 4,920 قدم (1,500 م).
تسري التيارات السطحية في بحر البوران شرقاً، جالبة الماء من الأطلسي إلى المتوسط؛ التيارات الأعمق تحت السطح تسري غرباً، حاملة مياة المتوسط الأكثر ملوحة إلى الأطلسي. وكثيراً ما يكون فيه دورة كاملة الاستدارة، وتسمى دوامة محيطية، في بحر البوران نتيجة هذا التبادل للمياه. فبحر البوران هو منطقة انتقال بين البحرين، ويحتوي خليط من أنواع كائنات المتوسط والأطلنطي. وبحر البوران هو موطن أكبر تعداد للدلفين قاروري الأنف، في غرب المتوسط، وهو موطن لآخر تجمع من خنزير البحر المألوف في البحر المتوسط.
تتناثر في البحر العديد من الجزر الصغيرة مثل جزيرة البوران. ومعظمهم، حتى أولئك القريبين من الساحل المغربي تسيطر عليهم إسبانيا. ويحيط قوس من الجبال، يعرف باسم قوس جبل طارق، بالجوانب الشمالية والغربية والجنوبية لبحر البوران. وتألف قوس جبل طارق من نظام بايتيكا ‏ في جنوب إسبانيا وجبال الريف بالمغرب. التأثير المتعادل للأطلسي سمح للعديد من الأنواع في الجبال البائتية وجبال الريف أن تحافظ على وجودها في ظل التقلبات المناخية في ملايين السنين القليلة الماضية والتي جعلتهم ينقرضوا من الأماكن الأخرى حول حوض المتوسط.